# Bogdand
Bogdand (in ungherese Bogdánd) è un comune della Romania di 2 963 abitanti, ubicato nel distretto di Satu Mare, nella regione storica della Transilvania. 
Il comune è formato dall'unione di 4 villaggi: Babța, Bogdand, Corund, Ser.
La popolazione è costituita per la maggioranza da ungheresi (60% circa).

## Luoghi d'interesse
- Il Museo ungherese Sipos Laszló
- La chiesa lignea dei SS. Arcangeli, nell'abitato di Corund, costruita nel 1723
- Il Tempio protestante nell'abitato di Ser